# Os subfibulare
Het os subfibulare is een accessoir voetwortelbeentje dat regelmatig als extra ossificatiepunt ontstaat gedurende de embryonale ontwikkeling. Bij diegenen bij wie het sesambeentje voorkomt, bevindt het botje zich onder het uiteinde van de malleolus lateralis, dus onder ("sub") de fibula. Mogelijk is het gelegen in de pees van de musculus peronaeus longus.
De prevalentie van het os subfibulare bedraagt ongeveer 2,1%.
Op röntgenfoto's wordt een os subfibulare soms onterecht aangemerkt als afwijkend, losliggend botdeel of als fractuur. Desalniettemin betreft het overgrote deel van botstructuren dat wordt aangetroffen naast de malleolus lateralis niet-gefuseerde avulsiefracturen van deze malleolus lateralis.